# N̤
N̤ (minuscule : n̤), appelé  N tréma souscrit, est un graphème qui est utilisé dans la romanisation ArabTeX de l’écriture arabe du sindhi.
Elle est composée de la lettre N diacritée d’un tréma souscrit.

## Utilisation
Le N tréma souscrit est utilisé pour transcrire le nge sindhi ‹ ڱ › dans la romanisation ArabTeX, représentant une consonne nasale vélaire voisée [ŋ].

## Représentation informatique
Le N tréma souscrit peut être représenté par les caractères Unicode suivant :
- décomposé (latin de base, diacritiques) :

| formes    | représentations | chaînes de caractères | points de code | descriptions                                         |
| --------- | --------------- | --------------------- | -------------- | ---------------------------------------------------- |
| capitale  | N̤               | N◌̤                    | U+004E U+0324  | lettre majuscule latine n diacritique tréma souscrit |
| minuscule | n̤               | n◌̤                    | U+006E U+0324  | lettre minuscule latine n diacritique tréma souscrit |